# 谢纳-莱弗拉斯
谢纳-莱弗拉斯（法語：Chainaz-les-Frasses，法語發音：[ʃɛna le fʁas]）是法国上萨瓦省的一个市镇，属于阿讷西区。该市镇于1865年由原市镇谢纳（Chainaz）和莱弗拉斯（Les Frasses）合并而成。

## 地理
谢纳-莱弗拉斯（45°46'23"N, 5°59'45"E）面积5.57 平方千米，位于法国奥弗涅-罗讷-阿尔卑斯大区上萨瓦省，该省份为法国东部省份，历史上为薩伏依的一部分，北与瑞士接壤，西接安省，南至萨瓦省，东与瑞士和意大利接壤。
与谢纳-莱弗拉斯接壤的市镇（或旧市镇、城区）包括：昂特勒拉克、圣乌尔斯、屈西、埃里叙拉尔比、圣费利克斯。

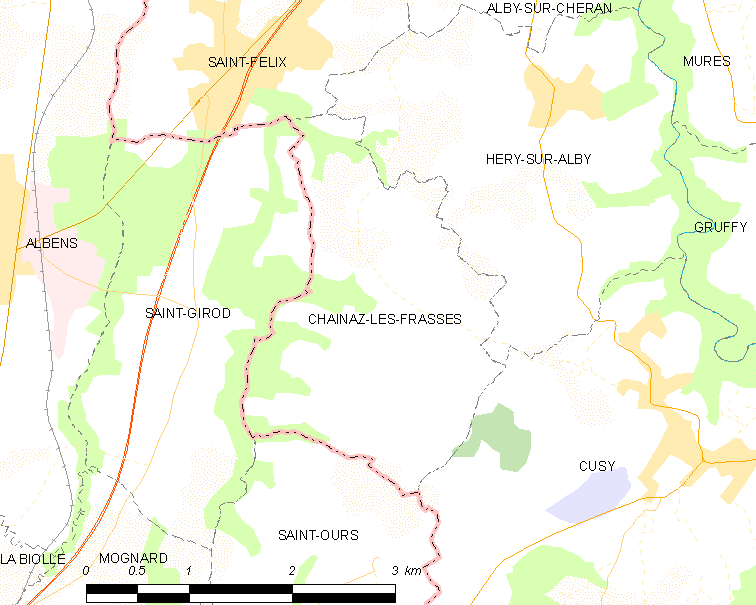
谢纳-莱弗拉斯的OSM定位图

谢纳-莱弗拉斯的时区为UTC+01:00、UTC+02:00（夏令时）。

## 行政
谢纳-莱弗拉斯的邮政编码为74540，INSEE市镇编码为74054。

## 政治
谢纳-莱弗拉斯所属的省级选区为吕米伊县。

## 人口

1962-2008年间谢纳-莱弗拉斯人口变化图示

谢纳-莱弗拉斯于2022年1月1日时的人口数量为708人。